# Nassim Yarhi
Nassim Yarhi, également orthographié Nassim Riahi, né en janvier 1850 et décédé le 9 mars 1928 à La Goulette, est un rabbin tunisien qui exerce la fonction de grand-rabbin de Tunisie.

## Biographie
Il fait ses premières études auprès du rabbin Haï Levy puis auprès du grand-rabbin Élie Borgel.
En 1911, il est élu juge au tribunal rabbinique de Tunis. En 1922, il est nommé au poste de président du tribunal rabbinique en remplacement de Moshé Sitruk, nommé lui-même grand-rabbin de Tunisie à la suite du décès d’Israël Zeïtoun.
Le 17 janvier 1928, il est élu grand-rabbin de Tunisie après le décès de Sitruk. Cependant, son mandat ne dure pas longtemps car il meurt à son tour le 9 mars 1928 d’une crise d'urémie à La Goulette.